# Viscosia parapellucida
Viscosia parapellucida is een rondwormensoort uit de familie van de Oncholaimidae. De wetenschappelijke naam van de soort is voor het eerst geldig gepubliceerd in 1898 door Cobb.